# Anahí Berneri

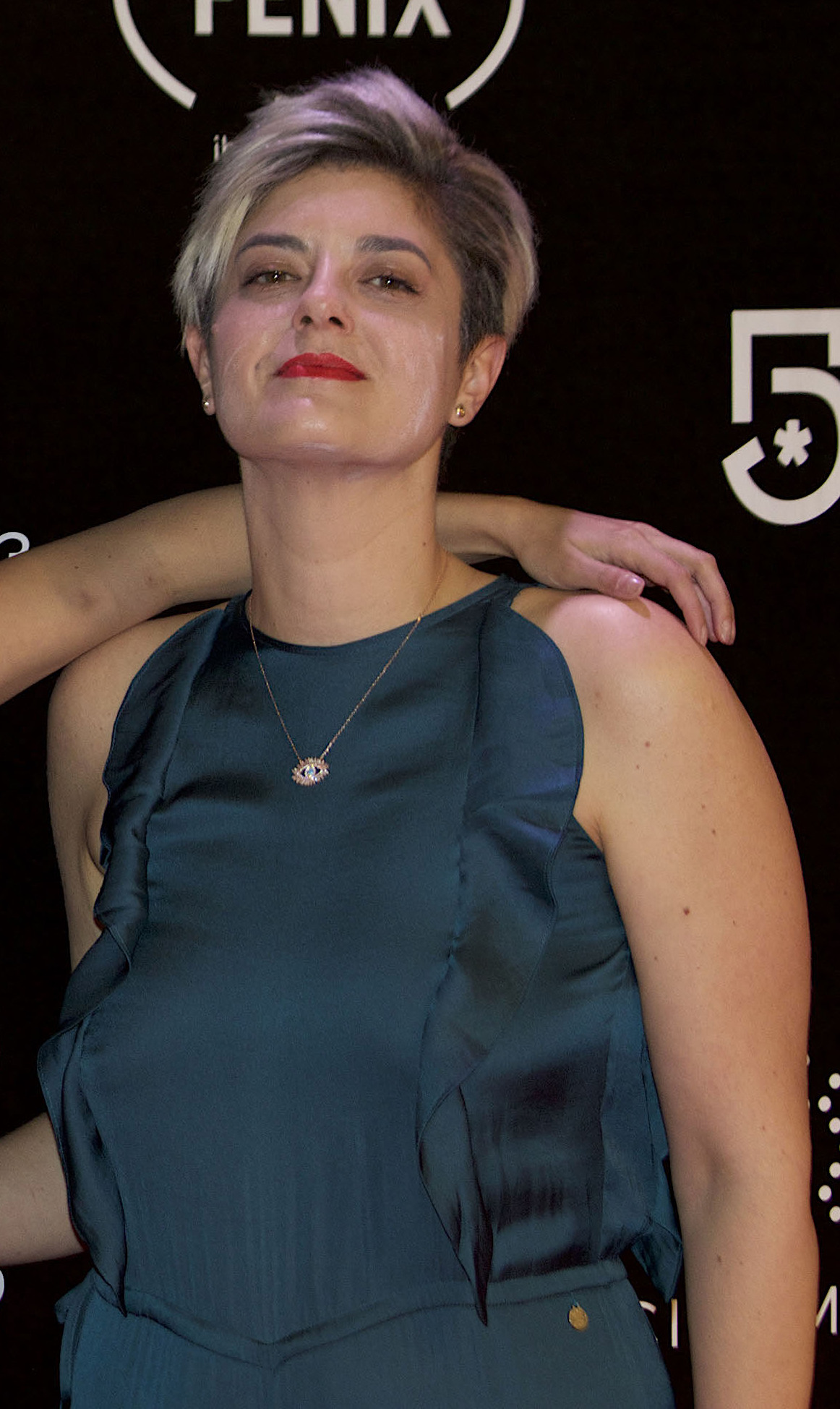
Anahí Berneri

Anahí Berneri (* 1975 in San Isidro, Argentinien) ist eine argentinische Filmregisseurin und Filmproduzentin.

## Leben
Nach ihrer Schulzeit ist sie seit Mitte der 1990er als Filmregisseurin und Drehbuchautorin tätig. Sie drehte mehrere Filme und ist auch für das Fernsehen tätig. Für den Film Ein Jahr ohne Liebe erhielt sie 2005 den Teddy Award in Berlin. Auf dem Festival Internacional de Cine de San Sebastián gewann sie für Alanis 2017 die Silberne Muschel für die beste Regie.

## Filmografie
- 1997: Modelo para armar
- 2005: Ein Jahr ohne Liebe (spanisch: Un año sin amor)
- 2007: Encarnación
- 2010: Alles deine Schuld (spanisch: Por tu culpa)
- 2017: Alanis
- 2023: Elena weiß Bescheid (spanisch: Elena sabe)

## Preise und Auszeichnungen (Auswahl)
- 2005: Teddy Award für Bester Spielfilm Un año sin amor.
- 2017: Silberne Muschel für die beste Regie beim Festival Internacional de Cine de San Sebastián für Alanis.